# Ruelle
Pour les articles homonymes, voir Ruelle (homonymie).

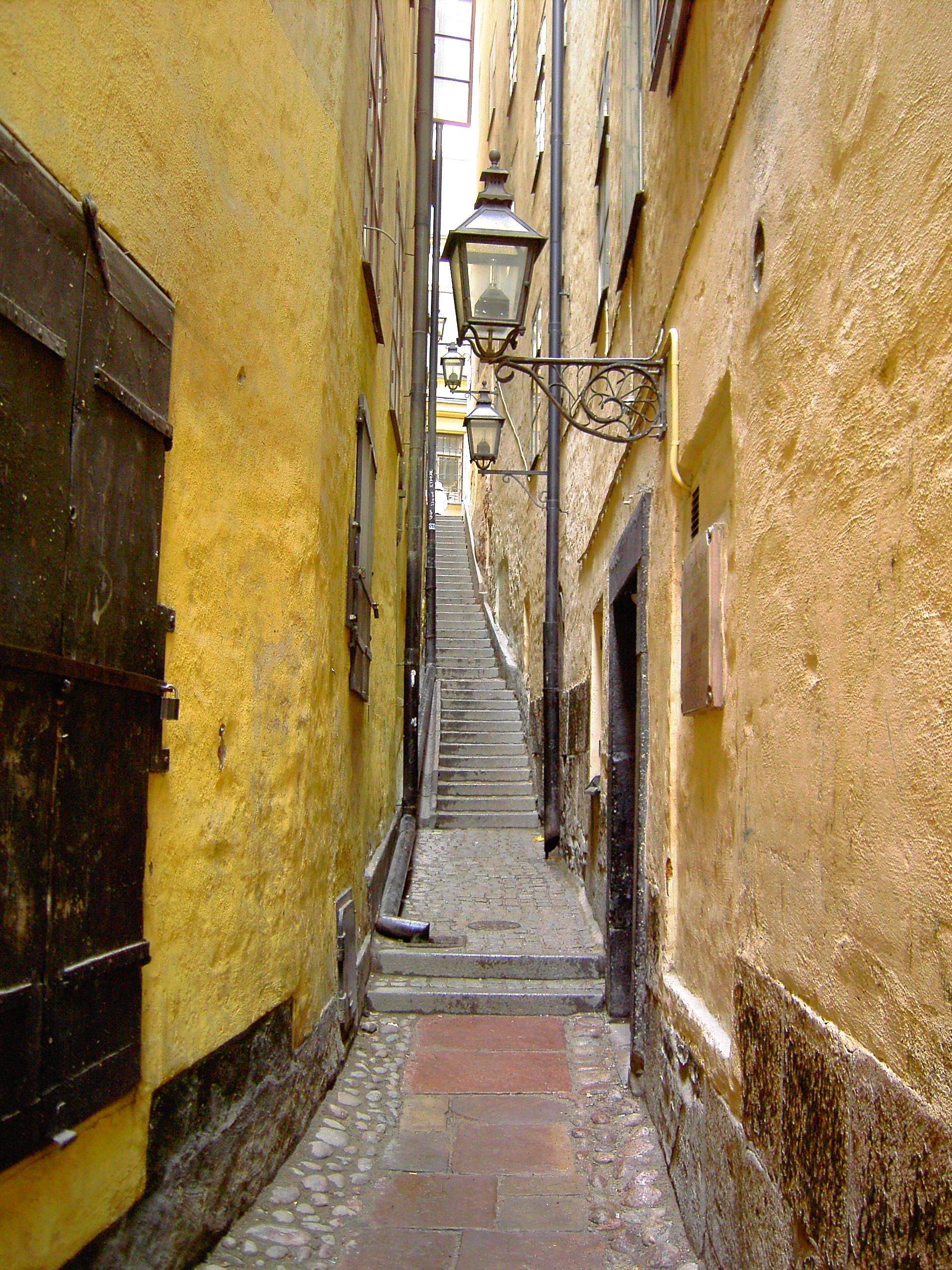
Une ruelle à Stockholm en Suède.

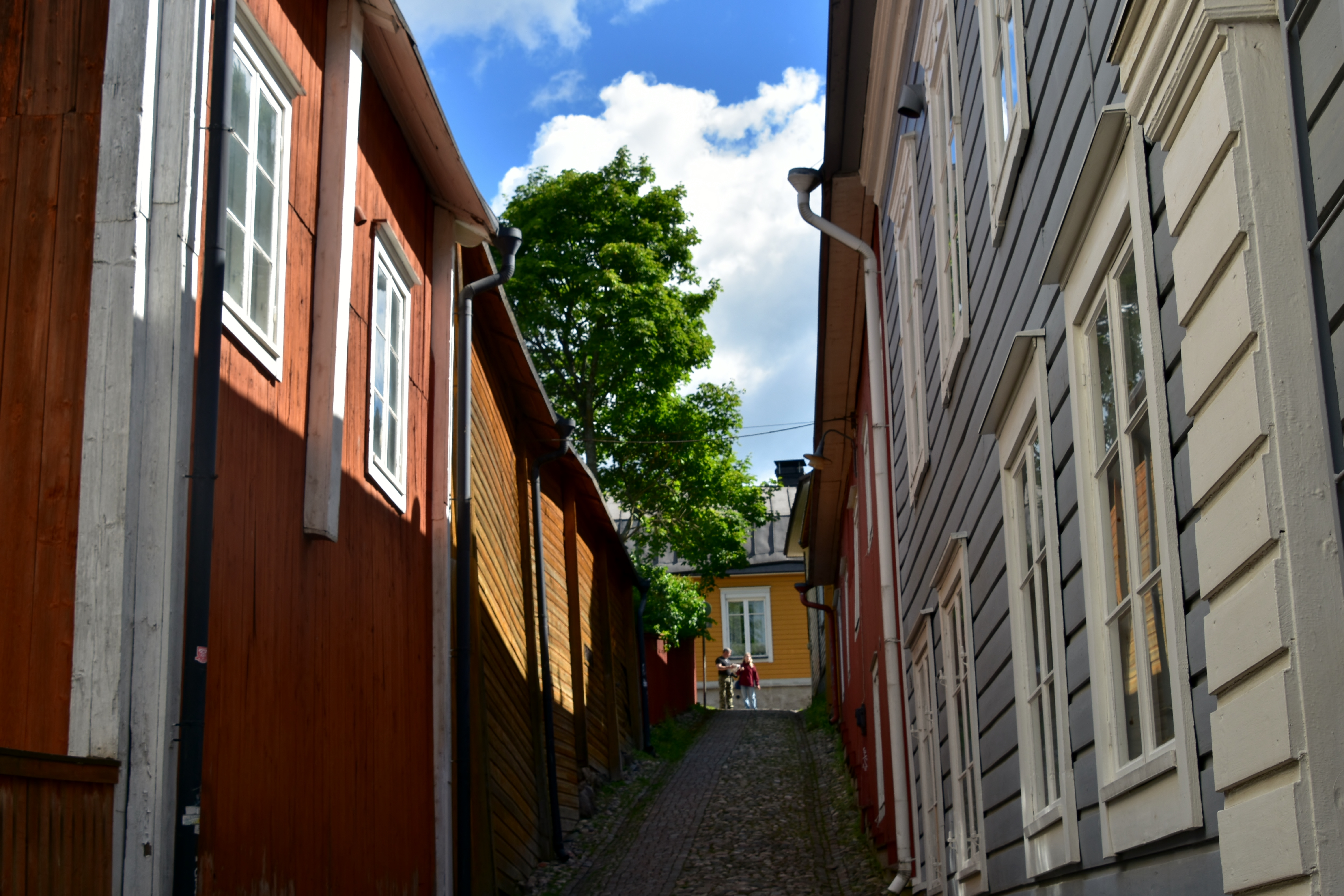
Une ruelle en pente dans la vieille ville de Porvoo en Finlande.

Une ruelle est une petite rue entre plusieurs bâtiments, souvent accessible uniquement pour les piétons. 
Les ruelles se rencontrent notamment dans les quartiers anciens des villes, notamment en Europe et dans le monde arabo-musulman.
À Bellancourt (Somme), la ruelle était dans le village le nom portée par un espace festif et lieu de rencontre animé par les amateurs de whisky et de bagarre.